# Paweł Jasienica
Paweł Jasienica fue un historiador y autor de libros sobre la historia de Polonia.

## Biografía

### Infancia y juventud
Paweł Jasienica nació en 1909 en el seno de una familia polaca en Symbirsk al sur de Rusia y falleció en 1970 en Varsovia. Cuando era aún niño se trasladó con su familia a Ucrania, de allí a Varsovia y de allí a Vilna, que en aquel entonces era parte de Polonia. En Vilna finalizó la secundaria y estudió historia en la universidad Stefan Batory.

### Etapa de la guerra
Durante la Segunda Guerra Mundial formó parte del grupo guerrillero Ejército Nacional (Armia Krajowa), que luchaba bajo el mando del Gobierno de Polonia en el exilio. Malherido, fue acogido por el cura del pueblo Jasienica, quien lo ocultó y le salvó la vida. Ya recuperado, asumió el nombre del pueblo como su apellido, para de esa manera proteger a su esposa, quien se había quedado en Vilna, que mientras tanto había pasado a formar parte de la Unión Soviética y a quien temía que deportaran a Kazajistán, si salía a relucir que él seguía aún vivo.

### Etapa de la posguerra
Después de la guerra se estableció en Cracovia y posteriormente en Varsovia. Fue encarcelado y liberado. Publicó, entre otros, en el Semanario Universal (Tygodnik Powszechny), del que llegó a ser corredactor. Participó activamente en la vida cultural e intelectual del país. Enviudó y en 1969, unos meses antes de morir, se casó con Zofia Darowska – O'Bretenny, sin imaginarse siquiera que esta lo había conquistado por encargo del Servicio de Inteligencia polaco (Służba Bezpieczeństwa), al que siguió presentando informes escritos sobre las actividades de Jasienica, luego de casada, tal como se muestra en la película Rosita (Różyczka) de Jan Kidawa-Błoński.

## Obra publicada
Entre sus obras más importantes podemos mencionar:
- La Polonia de los Piast (Polska Piastów), que trata sobre la época en que los reyes y príncipes de la dinastía Piast gobernaron Polonia;
- La Polonia de los Jagellón (Polska Jagiellonów), que trata sobre la época en que los reyes de la dinastía Jagellón gobernaron la Unión de Polonia y Lituania;
- La última del linaje (Ostatnia z rodu), que trata sobre Ana Jagellón, la última de los Jagellón y sobre el tránsito de una monarquía dinástica a una monarquía en la que el rey era elegido por los nobles, quienes le ponían determinadas condiciones para que asumiera el cargo;
- La República de las dos naciones (Rzeczpospolita Obojga Narodów), trilogía que trata sobre la época en que los reyes electos gobernaban las dos naciones, Polonia y Lituania, hasta que sus territorios fueron objeto de repartición por parte de Rusia, Austria y Prusia.
- Reflexiones sobre la guerra civil (Rozważania o wojnie domowej). En medio de la historia de la Guerra de Vandea en Francia, el autor introduce reflexiones sobre la naturaleza del ser humano y el poder ilimitado.[3]

## Concepción de la historia
Según Jasienica la continuación de la dinastía garantizaba la continuidad del derecho monárquico y de las instituciones estatales. Los estados estaban ligados indefectiblemente a sus dinastías. Consideraba que los personajes que estaban en el poder influían sobre naciones enteras, por lo que respondían por el estado moral de la sociedad y se centraba en la descripción de tales personajes.
Su concepción de la historia difería de la concepción historiosófica marxista que propugnaba la cúpula ligada al gobierno comunista de Polonia. En 1968, por motivos políticos, se prohibió la publicación de sus obras, a pesar de que previamente las editoriales estatales polacas le publicaban miles de ejemplares.